# Número cuántico

Los números cuánticos azimutal (l) y magnético (m) definen los llamados armónicos esféricos Y_{lm}, para l =0,...,4 (de arriba abajo) y m = 0,...,4 (de izquierda a derecha). Estas funciones definen la forma del orbital atómico de los electrones o equivalentemente la distribución angular de los electrones alrededor del núcleo atómico.

Los números cuánticos son unos números asociados a magnitudes físicas conservadas en ciertos sistemas cuánticos. En muchos sistemas, el estado del sistema puede ser representado por un conjunto de números, los números cuánticos, que se corresponden con valores posibles observables los cuales conmutan con el hamiltoniano del sistema. Los números cuánticos permiten caracterizar los estados estacionarios, es decir, los autovalores del sistema.

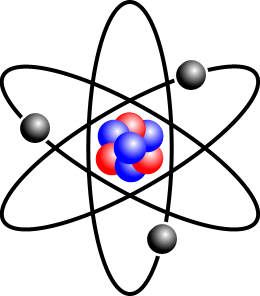
Representación clásica de un átomo en los modelos de Rutherford y Bohr.

En física atómica, los números cuánticos son valores numéricos discretos que indican las características de los electrones en los átomos, esto está basado en la teoría atómica de Niels Bohr que es el modelo atómico más aceptado y utilizado en los últimos tiempos por su simplicidad.
En física de partículas, también se emplea el término números cuánticos para designar a los posibles valores de ciertos observables o magnitud física que poseen un espectro o rango posible de valores discretos.

## Sistemas atómicos

### ¿Cuántos números cuánticos hacen falta?
La cuestión de "¿cuántos números cuánticos se necesitan para describir cualquier sistema dado?" no tiene respuesta universal, aunque para cada sistema se debe encontrar la respuesta a un análisis completo del sistema. De hecho, en términos más actuales la pregunta se suele formular como "¿cuántos observables conforman un conjunto completo de observables compatibles?". Ya que un número cuántico no es más que un auto valor de cada observable de ese conjunto. Por ejemplo, en un átomo hidrogenoide , el número de números cuánticos requeridos es de tres:
1. número cuántico principal (n)
2. número cuántico azimutal (l)
3. número cuántico magnético (m)

En átomos polielectrónicos debe añadirse el número cuántico espín s del electrón.
Otros sistemas diferentes requieren un número diferente de números cuánticos.
La dinámica de cualquier sistema cuántico se describe por un Hamiltoniano cuántico, {\displaystyle \scriptstyle H}. Existe un número cuántico del sistema correspondiente a la energía, es decir, el autovalor del Hamiltoniano. Existe también un número cuántico para cada operador {\displaystyle \scriptstyle O_{i}} que conmuta con el Hamiltoniano (es decir, satisface la relación {\displaystyle \scriptstyle HO_{i}=O_{i}H}). Estos son todos los números cuánticos que el sistema puede tener. Nótese que los operadores {\displaystyle \scriptstyle O_{i}} que definen los números cuánticos deben ser mutuamente independientes. A menudo existe más de una forma de elegir un conjunto de operadores independientes. En consecuencia, en diferentes situaciones se pueden usar diferentes conjuntos de números cuánticos para la descripción del mismo sistema. Ejemplo: Átomos hidrogenoides.

### Conjunto de números cuánticos
El conjunto de números cuánticos más ampliamente estudiado es el de un electrón simple en un átomo: a causa de que no es útil solamente en química, siendo la noción básica detrás de la tabla periódica.
En mecánica cuántica no-relativista, el hamiltoniano atómico de un átomo hidrogenoide consiste de la energía cinética del electrón y la energía potencial debida a la fuerza de Coulomb entre el núcleo y el electrón. En átomos más generales es necesario incluir la energía de interacción entre diferentes electrones.
La energía cinética puede ser separada en una parte debida al momento angular, J, del electrón alrededor del núcleo, y el resto. Puesto que el potencial es esféricamente simétrico, el Hamiltoniano completo conmuta con J2. A su vez J2 conmuta con cualquiera de los componentes del vector momento angular, convencionalmente tomado como Jz. Estos son los únicos operadores que conmutan mutuamente en este problema; por lo tanto, hay tres números cuánticos. Adicionalmente hay que considerar otra propiedad de las partículas denominada espín que viene descrita por otros dos números cuánticos.
En particular, se refiere a los números que caracterizan los estados propios estacionarios de un electrón de un átomo hidrogenoide y que, por tanto, describen los orbitales atómicos. Estos números cuánticos son:
I) El número cuántico principal n Este número cuántico está relacionado tanto con la energía como con la distancia media entre el núcleo y el electrón, medida en niveles energéticos, aunque la distancia media en unidades de longitud también crece monótonamente con n. Los valores de este número, que corresponde al número del nivel energético, varían teóricamente entre 1 e infinito, pero solo se conocen átomos que tengan hasta 8 niveles energéticos en su estado fundamental ya que el número atómico y el número cuántico principal se relacionan mediante 2n2 = Z < 110.
II) El número cuántico secundario es L  (l = 0,1,2,3,4,5,...,n-1), indica la forma de los orbitales y el subnivel de energía en el que se encuentra el electrón. Un orbital de un átomo hidrogenoide tiene l nodos angulares y n-1-l nodos radiales. Si:
l = 0: Subórbita "s" (forma circular) →s proviene de sharp (nítido) Tiene un espacio para dos electrones.
l = 1: Subórbita "p" (forma semicircular achatada) →p proviene de principal (*)Tiene tres espacios para seis electrones.
l = 2: Subórbita "d" (forma lobular, con anillo nodal) →d proviene de difuse (difuso) (*)Tiene cinco espacios para diez electrones.
l = 3: Subórbita "f" (lobulares con nodos radiales) →f proviene de fundamental (*)Tiene siete espacios para catorce electrones.
l = 4: Subórbita "g" (*)
l = 5: Subórbita "h" (*)
(*) Para obtener mayor información sobre los orbitales vea el artículo Orbital.
III) El número cuántico magnético (m, ml), Indica la orientación espacial del subnivel de energía, "(m = -l,...,0,...,l)". Para cada valor de l hay 2l+1 valores de m.
IV) El número cuántico de espín (s, ms), Describe el momento angular intrínseco del electrón. Este momento angular se interpretó originalmente de manera clásica como el "autogiro" del electrón sobre sí mismo, y se consideró que dado un eje el electrón podría hacer en dos sentidos, opuestas entre sí. Por ello, los valores que puede tomar el número cuántico de spin son -1/2 y +1/2. Dicho de otra manera, cada electrón, en un orbital, gira sobre sí mismo. Este giro puede ser en el mismo sentido que el de su movimiento orbital o en sentido contrario. Este hecho se determina mediante un nuevo número cuántico, el número cuántico es spin s, que puede tomar dos valores, 1/2 y -1/2.
El estado cuántico de un electrón está determinado por sus números cuánticos:
| nombre                                                      | símbolo                     | significado orbital | rango de valores                                                                                         | valor ejemplo |
| ----------------------------------------------------------- | --------------------------- | ------------------- | --- | --- |
| número cuántico principal                                   | {\displaystyle n\ }         | shell o capa        | {\displaystyle 1\leq n\,\!}                                                                              | {\displaystyle n=1,2,3...\,\!}                                                                                                  |
| número cuántico secundario o azimutal (momento angular)     | {\displaystyle \ell \ }     | subshell o subcapa  | {\displaystyle 0\leq \ell \leq n-1\ }                                                                    | para {\displaystyle n=3\,\!}: {\displaystyle \ell =0,1,2\,(s,p,d)\ }                                                            |
| número cuántico magnético, (proyección del momento angular) | {\displaystyle m_{\ell }\ } | energía shift       | {\displaystyle -\ell \leq m_{\ell }\leq \ell \ }                                                         | para {\displaystyle \ell =2\ }: {\displaystyle m_{\ell }=-2,-1,0,1,2\,\!}                                                       |
| número cuántico proyección de espín                         | {\displaystyle m_{s}\,\!}   | espín               | {\displaystyle -{\begin{matrix}{\frac {1}{2}}\end{matrix}},{\begin{matrix}{\frac {1}{2}}\end{matrix}}\ } | para un electrón, sea: {\displaystyle -{\begin{matrix}{\frac {1}{2}}\end{matrix}},{\begin{matrix}{\frac {1}{2}}\end{matrix}}\ } |

Con cada una de las capas del modelo atómico de Bohr correspondía a un valor diferente del número cuántico principal. Más tarde  introdujeron los otros números cuánticos y Wolfgang Pauli, otro de los principales contribuidores de la teoría cuántica, formuló el celebrado principio de exclusión basado en los números cuánticos, según el cual en un átomo no puede haber dos electrones cuyos números cuánticos sean todos iguales. Este principio justificaba la forma de llenarse las capas de átomos cada vez más pesados, y daba cuenta de por qué la materia ocupa lugar en el espacio.
Desde un punto de vista mecano-cuántico, los números cuánticos caracterizan las soluciones estacionarias de la Ecuación de Schrödinger.
No es posible saber la posición y la velocidad exactas de un electrón en un momento determinado, sin embargo, es posible describir dónde se encuentra. Esto se denomina principio de incertidumbre o de Heisenberg. La zona que puede ocupar un electrón dentro de un átomo se llama orbital atómico.
Existen varios orbitales distintos en cada átomo, cada uno de los cuales tiene un tamaño, forma y nivel de energía específico. Puede contener hasta dos electrones que, a su vez, tienen números cuánticos de espín opuestos.

## Sistemas generales
La cantidad de números cuánticos requeridos para representar un estado ligado de un sistema cuántico general dependerá del cardinal de un conjunto cuántico completo de observables compatibles (CCOC). Dado un CCOC formado por los observables {\displaystyle \scriptstyle \{A_{1},\ \dots ,\ A_{n}\}} todo estado del sistema puede ser expresado por la serie numérica de la forma:

{\displaystyle |\psi \rangle =\sum _{i_{1},\dots ,i_{n}}c_{i_{1},\dots ,i_{n}}|\alpha _{1}\ \dots \ \alpha _{n}\rangle }

Donde cada uno de los estados {\displaystyle \scriptstyle |\alpha _{1}\ \dots \ \alpha _{n}\rangle } es simultáneamente propio de cada uno de los observables que forman el CCOC:

{\displaystyle A_{i}|\alpha _{1}\dots \alpha _{n}\rangle =\alpha _{i}|\alpha _{1}\dots \alpha _{n}\rangle }

El conjunto de valores {\displaystyle \scriptstyle \{\alpha _{1},\ \dots \ \alpha _{n}\}} son los números cuánticos del sistema. Si el CCOC tienen espectro puntual entonces los números cuánticos pueden ser números enteros.
En el caso del átomo hidrogenoide {\displaystyle \scriptstyle \{H,\ L,\ L_{z},\ S_{z}\}} (hamiltoniano, momento angular, componente Z del momento angular, espín del electrón) forman un CCOC y de ahí que solo sean necesarios cuatro números cuánticos {\displaystyle \scriptstyle \{n,\ l,\ m,\ s\}} para describir los estados estacionarios de dicho sistema.

## Números cuánticos aditivos y multiplicativos
En física de partículas diversas leyes de conservación y simetrías se expresan como suma o multiplicación de números cuánticos. Así en interacción de partículas en las que existe cambio de identidades de las partículas, vía creación o destrucción de partículas:
1. la suma de los números cuánticos aditivos de las partículas antes y después de la interacción deben ser idénticos.
2. el producto de los números cuánticos multiplicativos de las partículas antes y después de la interacción deben ser idénticos.

Un ejemplo de número cuántico multiplicativo es el tipo paridad {\displaystyle (\pm 1)}, cuando un sistema experimenta un cambio bajo algún tipo de interacción que cambia la paridad el resultado de multiplicar los diferentes multiplicandos asociados al tipo de paridad de cada parte del sistema debe quedar invariante.